# Abdourahmane Sénateur Diallo
Pour les articles homonymes, voir Diallo.
Abdourahmane Sénateur Diallo de son nom de naissance Abdourahmane Diallo, né le 26 novembre 1991 à Conakry en république de Guinée, est un écrivain, journaliste et enseignant guinéen,.

## Biographie et études
Abdourahmane Diallo né le 26 novembre 1991 à Bambeto dans la commune de Ratoma à Conakry, fils d'un entrepreneur Pathé Diallo et d'une ménagère Sira Sow. Il est le quatorzième d'une famille polygame de 16 enfants.
Il fit ses études primaires au groupe scolaire Djenab Abass Diallo avant d’entrer au collège du groupe scolaire Ousmane Camara de la cimenterie où il obtient son brevet d’études du premier cycle en 2008, puis le Baccalauréat en 2011.
Après trois années d'études supérieur, Abdourahmane Diallo sort titulaire d'une licence en Littérature et Communication à l'Université Général Lansana Conté de Sonfonia en 2014.

## Parcours professionnel

### Journalisme et enseignant
Abdourahmane Diallo commence par être assistant puis titulaire des cours de français dans plusieurs lycées privés de Conakry notamment le groupe scolaire Bakary Kourouma de 2012 en 2018, Pellal International de 2018 en 2020 et de 2019 en 2021 au groupe scolaire Abdoul Malick Diallo.
Cumulativement depuis le 1er mai 2020, Abdourahmane est journaliste reporteur et présentateur à la Radio Espace au groupe Hadafo Médias de Lamine Guirassy.

### Auteur
Abdouramhamne Sénateur Diallo fait la dédicace de sa première œuvre littéraire Nation enchantée le 25 avril 2021 à l'occasion de la treizième édition des 72h du livre à Conakry, .

## Œuvres

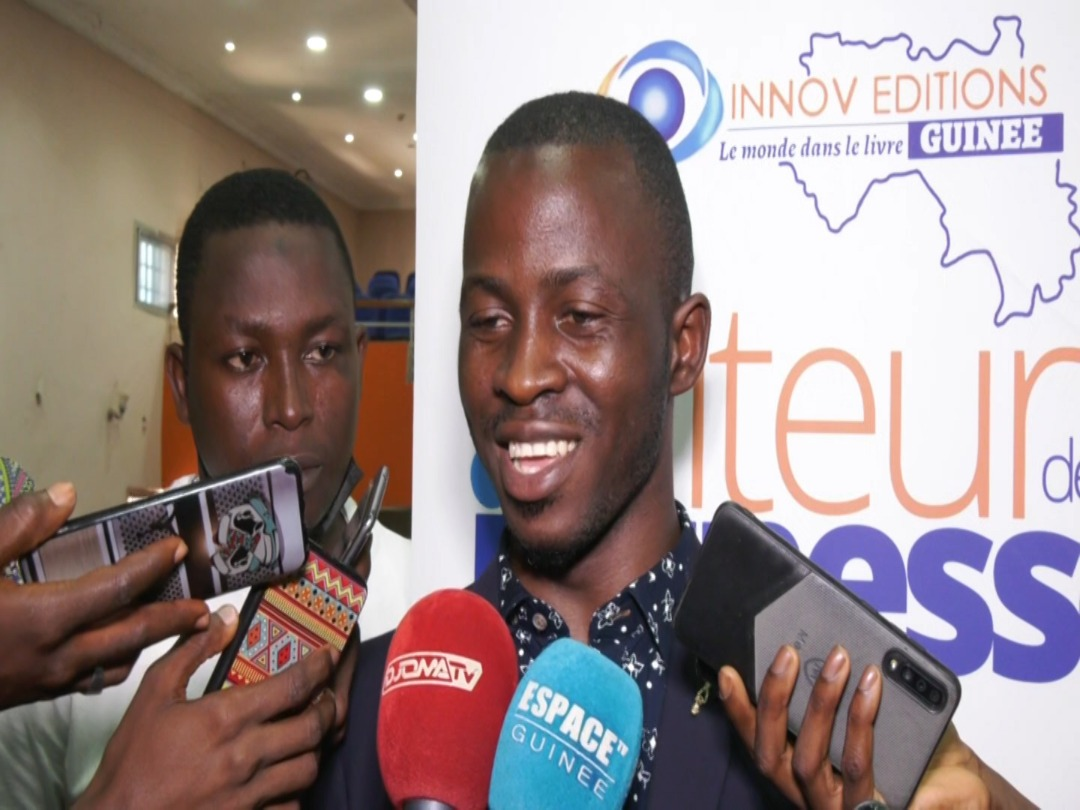

- 2021 : Nation enchantée, paru aux éditions Innove éditions Guinée[5],[6].

## Distinctions
- 9 novembre 2022 : Prix du livre guinéen par la Fondation Orange Guinée[7].
- Mai 2022 : meilleur blogueur du mois sur Mondoblog d'RFI[8].